# Georg Schlößer
Georg Schlößer (* 10. Juli 1922 in Ohligs; † 17. Februar 2000) war ein deutscher Politiker (CDU). Er war von 1976 bis 1984 ehrenamtlicher Oberbürgermeister von Solingen.

## Leben
Georg Schlößer besuchte das Humboldt-Gymnasium in Wald, das er mit Ablegung der Reifeprüfung verließ. Im Anschluss machte er eine Maurerlehre, bevor er im Jahr 1951 ein Studium als Diplom-Bauingenieur abschloss. 1953 legte Schlößer zudem die Maurermeisterprüfung ab. 
Parallel zu seiner beruflichen Entwicklung engagierte sich Schlößer bereits früh kommunalpolitisch. Bereits 1946 in die CDU eingetreten, gehörte er von 1956 bis 1984 dem Rat der Stadt Solingen an. Dabei war er von 1961 bis 1976 stellvertretender Fraktionsvorsitzender der CDU. Vom 4. Juni 1976 bis zum 30. September 1984 repräsentierte er die Stadt als ehrenamtlicher Oberbürgermeister, danach bis 1989 als Bürgermeister. 
Während seiner Amtszeit als Oberbürgermeister wurde am 16. Dezember 1976 dem aus Solingen gebürtigen damaligen Bundespräsidenten Walter Scheel die Ehrenbürgerwürde verliehen. Am 26. September 1980 erfolgte die Einweihung der neuen S-Bahnstrecke (S 7) von Solingen-Ohligs nach Düsseldorf Flughafen. 

„Im Beruf wie in der Politik kann man nur bestehen, wenn Verlass auf einen ist. Man darf nicht heute so reden und morgen so.“

## Ehrung
- 25. August 1977 Verleihung des Ehrenringes der Stadt Solingen[1][2]